# J'ai vécu l'enfer de Corée
Pour plus de détails, voir Fiche technique et Distribution.
J'ai vécu l'enfer de Corée (The Steel Helmet) est un film américain réalisé par Samuel Fuller, sorti en 1951.

## Synopsis
Un vétéran de l'armée, unique survivant d'une patrouille américaine décimée, rencontre un jeune sud-Coréen, Short Round, ainsi que d'autres laissés-pour-compte de la guerre. Il les conduit jusqu'à un temple bouddhiste inoccupé, qu'ils transforment en camp d'observation. Mais lorsqu'ils découvrent qu'ils se trouvent à proximité immédiate d'un camp de communistes Nord-Coréens, la troupe se prépare à l’éventualité d'un combat.

## Fiche technique
- Titre : J'ai vécu l'enfer de Corée
- Titre original : The Steel Helmet
- Réalisation : Samuel Fuller
- Scénario : Samuel Fuller

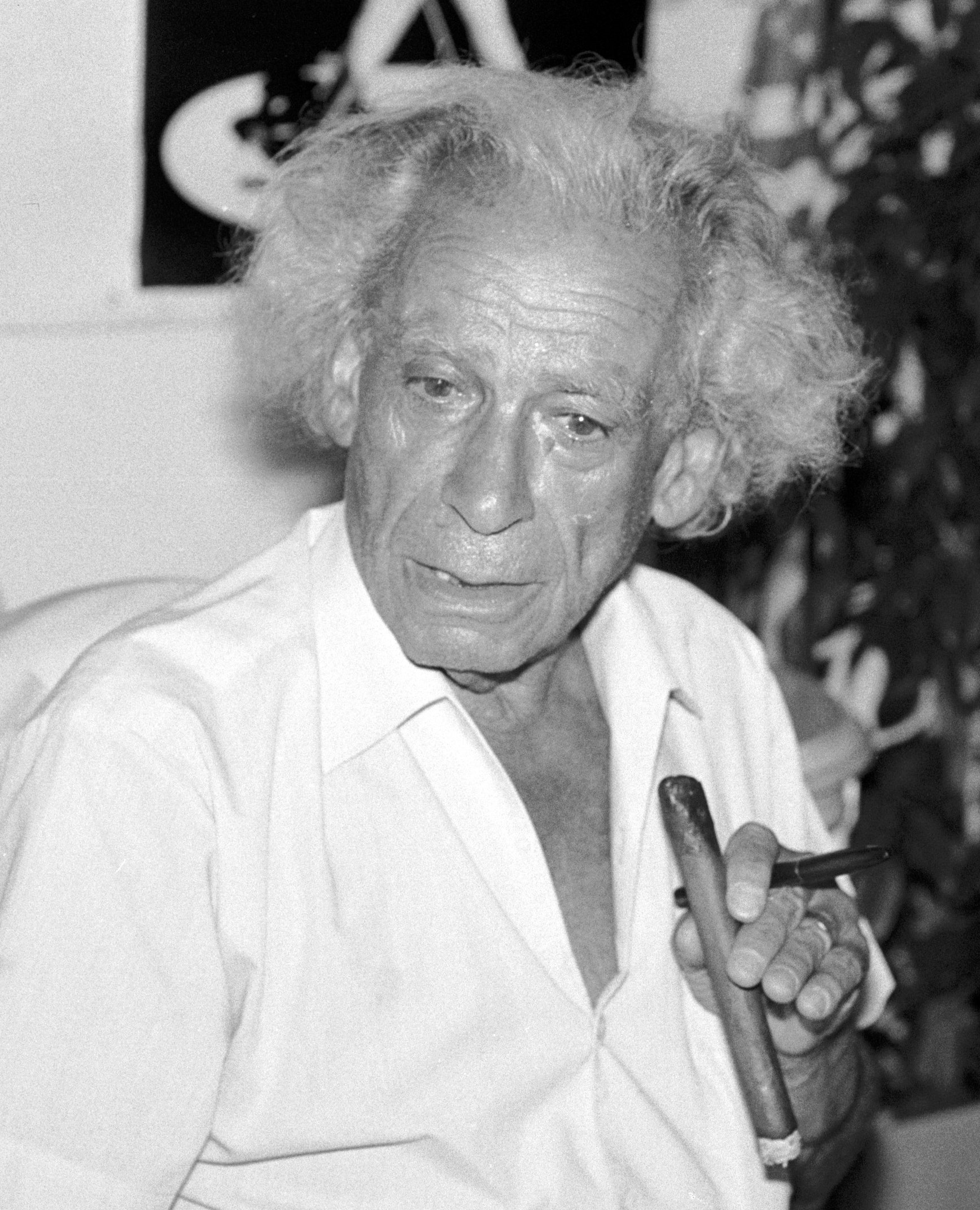
Samuel Fuller

- Production : William Berke, Samuel Fuller
- Société de production : Deputy Corporation
- Musique : Paul Dunlap
- Photographie : Ernest Miller
- Montage : Philip Cahh
- Pays d'origine : États-Unis
- Langue : anglais
- Format : Noir et blanc - 1,37:1
- Genre : Drame, film de guerre
- Durée : 85 minutes
- Dates de sortie : 
  - États-Unis : 10 janvier 1951
  - France : 30 avril 1952

## Distribution
- Gene Evans : Eddie Kenner / Spanier
- Robert Hutton : Bronte
- Steve Brodie : Lieutenant Driscoll
- James Edwards : Cpl. Thompson
- Richard Loo : Sergent Tanaka
- Sid Melton : Joe
- Richard Monahan : Baldy
- William Chun : Short Round
- Harold Fong : The Red